# Rosopaella nuda
Rosopaella nuda är en insektsart som beskrevs av Webb 1983. Rosopaella nuda ingår i släktet Rosopaella och familjen dvärgstritar. Inga underarter finns listade i Catalogue of Life.